# League City
League City ist eine Stadt im Galveston County und Harris County im US-Bundesstaat Texas in den Vereinigten Staaten. Das U.S. Census Bureau hat bei der Volkszählung 2020 eine Einwohnerzahl von 114.392 ermittelt.

## Geographie
Die Stadt liegt am U.S. Highway 45 im Südosten von Texas, ist im Nordosten etwa 8 Kilometer von der Galveston Bay, im Südosten etwa 37 Kilometer vom Golf von Mexiko entfernt und hat eine Gesamtfläche von 135,6 km², davon 2,9 km² Wasserfläche.

## Geschichte
George W. Butler, der Gründer der Stadt, erreichte die Gegend 1873 und siedelte am Zusammenfluss des Clear Creek mit dem Chigger Bayou. Der Ort war bis 1893 bekannt unter den Namen Butler's Ranch oder Clear Creek. Danach wurde der Ort benannt nach J. C. League, der Land für die Eisenbahn und die erste Schule stiftete.

## Demografische Daten
Nach der Volkszählung im Jahr 2000 lebten hier 45.444 Menschen in 16.189 Haushalten und 12.465 Familien. Die Bevölkerungsdichte betrug 342,4 Einwohner pro km². Ethnisch betrachtet setzte sich die Bevölkerung zusammen aus 83,99 % weißer Bevölkerung, 5,09 % Afroamerikanern, 0,37 % amerikanischen Ureinwohnern, 3,17 % Asiaten, 0,05 % Bewohnern aus dem pazifischen Inselraum und 5,29 % aus anderen ethnischen Gruppen. Etwa 2,04 % waren gemischter Abstammung und 13,49 % der Bevölkerung waren spanischer oder lateinamerikanischer Abstammung.
Von den 16.189 Haushalten hatten 42,6 % Kinder unter 18 Jahre, die im Haushalt lebten. 65,4 % davon waren verheiratete, zusammenlebende Paare. 8,2 % waren allein erziehende Mütter und 23,0 % waren keine Familien. 18,4 % aller Haushalte waren Singlehaushalte und in 3,2 % lebten Menschen, die 65 Jahre oder älter waren. Die Durchschnittshaushaltsgröße betrug 2,78 und die durchschnittliche Größe einer Familie belief sich auf 3,19 Personen.
29,4 % der Bevölkerung waren unter 18 Jahre alt, 6,6 % von 18 bis 24, 35,9 % von 25 bis 44, 22,2 % von 45 bis 64, und 5,9 % die 65 Jahre oder älter waren. Das Durchschnittsalter war 34 Jahre. Auf 100 weibliche Personen aller Altersgruppen kamen 99,0 männliche Personen. Auf 100 Frauen im Alter von 18 Jahren und darüber kamen 97,5 Männer.

Das jährliche Durchschnittseinkommen eines Haushalts betrug 67.838 USD, das Durchschnittseinkommen einer Familie 72.760 USD. Männer hatten ein Durchschnittseinkommen von 52.366 USD gegenüber den Frauen mit 34.301 USD. Das Prokopfeinkommen betrug 27.170 USD. 4,8 % der Bevölkerung und 3,6 % der Familien lebten unterhalb der Armutsgrenze. Davon waren 4,9 % Kinder und Jugendliche unter 18 Jahren und 6,0 % waren 65 oder älter.

## Söhne und Töchter der Stadt
- Jarred Cosart (* 1990), Baseballspieler[5]
- Danielle Bradbery (* 1996), Countrysängerin